# Cocked, Locked, Ready to Rock Tour
Cocked, Locked, Ready To Rock Tour – dwudziesta pierwsza trasa koncertowa grupy muzycznej Aerosmith, w jej trakcie odbyły się czterdzieści trzy koncerty.

## Program koncertów według albumów
- Aerosmith: "Dream On" (cała trasa), "One Way Street" (42 koncerty), "Mama Kin" (11 koncertów), "Movin' Out" (1 koncert), "Walkin’ the Dog" (6 koncertów).

- Get Your Wings: "Same Old Song and Dance" (7 koncertów), "Lord of the Thighs" (16 koncertów), "S.O.S. (Too Bad)" (1 koncert), "Train Kept A Rollin'" (28 koncertów).

- Toys in the Attic: "Toys in the Attic (22 koncerty), "Walk This Way" (cała trasa), "Sweet Emotion" (cała trasa), "No More, No More" (11 koncertów).

- Rocks: "Back in the Saddle" (19 koncertów), "Last Child" (28 koncertów), "Rats in the Cellar" (1 koncert), "Combination" (3 koncerty).

- Draw the Line: "Draw the Line" (42 koncerty), "Kings and Queen" (2 koncerty), "Milk Cow Blues" (1 koncert).

- Permanent Vacation: "Rag Doll" (28 koncertów).

- Pump: "Love in an Elevator" (cała trasa), "Monkey on My Back" (1 koncert), "Janie's Got a Gun" (2 koncerty), "What It Takes" (39 koncertów).

- Get a Grip: "Eat the Rich" (20 koncertów), "Livin' on the Edge" (cała trasa), "Cryin'" (cała trasa), "Crazy" (10 koncertów).

- Nine Lives: "Falling in Love" (Is Hard on the Knees)" (35 koncertów), "Pink" (37 koncertów).

- Armageddon soundtrack: "I Don’t Want to Miss a Thing" (39 koncertów).

## Lista koncertów
1. 17 maja 2010 – Caracas, Wenezuela – Poliedro de Caracas
2. 20 maja 2010 – Bogota, Kolumbia – Simón Bolivar Park
3. 22 maja 2010 – Lima, Peru – Explanada del Estadio Monumental
4. 25 maja 2010 – Santiago, Chile – Parque O’Higgins
5. 27 maja 2010 – Porto Alegre, Brazylia – Estacionamento de Fiergs
6. 29 maja 2010 – São Paulo, Brazylia – Estádio Palestra Itália
7. 1 czerwca 2010 – Alajuela, Kostaryka – Autódromo La Guácima
8. 10 czerwca 2010 – Sölvesborg, Szwecja – Sweden Rock Festival
9. 13 czerwca 2010 – Donington Park, Anglia – Download Festival
10. 15 czerwca 2010 – Londyn, Anglia – O2 Arena
11. 18 czerwca 2010 – Bukareszt, Rumunia – Zone Arena
12. 20 czerwca 2010 – Ateny, Grecja – Stadion Karaiskaki
13. 23 czerwca 2010 – Arnhem, Holandia – GelreDome
14. 25 czerwca 2010 – Dessel, Belgia – Graspop Metal Meeting
15. 27 czerwca 2010 – Barcelona, Hiszpania – Palau Sant Jordi
16. 29 czerwca 2010 – Paryż, Francja – Palais Omnisports de Paris-Bercy
17. 1 lipca 2010 – Praga, Czechy – O2 Arena
18. 3 lipca 2010 – Wenecja, Włochy – Heineken'Jammin Festival
19. 7 lipca 2010 – Gdańsk, Polska – PGE Arena Gdańsk
20. 23 lipca 2010 – Oakland, Kalifornia, USA – Oracle Arena
21. 26 lipca 2010 – Paso Robles, Kalifornia, USA – Mid-State Fair
22. 29 lipca 2010 – Irvine, Kalifornia, USA – Verizon Wireless Amphitheatre
23. 31 lipca 2010 – Las Vegas, Nevada, USA – MGM Grand Garden Arena
24. 3 sierpnia 2010 – Dallas, Teksas, USA – Gexa Energy Pavillon
25. 5 sierpnia 2010 – The Woodlands, Teksas, USA – Cynthia Woods Michelle Pavillon
26. 7 sierpnia 2010 – Tampa, Floryda, USA – 1-800-ASK GARY Amphitheatre
27. 9 sierpnia 2010 – Sunrise, Floryda, USA – BankAtlantic Center
28. 12 sierpnia 2010 – Wantagh, Nowy Jork, USA – Nikon at Jones Beach Theater
29. 14 sierpnia 2010 – Boston, Massachusetts, USA – Fenway Park
30. 17 sierpnia 2010 – Toronto, Kanada – Air Canada Centre
31. 19 sierpnia 2010 – Omaha, Nebraska, USA – Qwest Center
32. 22 sierpnia 2010 – Tinley Park, Illinois, USA – First Midweast Bank Amphitheater
33. 24 sierpnia 2010 – Holmdel, New Jersey, USA – PNC Bank Arts Center
34. 26 sierpnia 2010 – Syracuse, Nowy Jork, USA – New York State Fair
35. 28 sierpnia 2010 – Atlantic City, New Jersey, USA – Boardwalk Hall
36. 31 sierpnia 2010 – Auburn Hills, Michigan, USA – The Palace of Auburn Hills
37. 2 września 2010 – Cincinnati, Ohio, USA – Riverbend Music Center
38. 4 września 2010 – Uncasville, Connecticut, USA – Mohegan Sun Arena
39. 8 września 2010 – Winnipeg, Kanada – MTS Centre
40. 10 września 2010 – Calgary, Kanada – Pengrowth Saddledome
41. 12 września 2010 – Saskatoon, Kanada – Credit Union Centre
42. 14 września 2010 – Edmonton, Kanada – Rexall Place
43. 16 września 2010 – Vancouver, Kanada – Rogers Arena

## Źródła
- www.aerosmithtemple.com